# Kvindeligt Arbejderforbund
Kvindeligt Arbejderforbund, KAD, var ett danskt fackförbund som bildades 1901 och organiserade kvinnor utan yrkes- eller specialistutbildning. Förbundet upprättades på initiativ av flasksköljaren Olivia Nielsen, som tidigare hade gjort flera försök att upprätta fackföreningar utan att lyckas. Det nya fackförbundet var kvinnornas motsvarighet till Dansk Arbejdsmands Forbund, sedermera Specialarbejderforbundet (SiD), som bildades fyra år tidigare.
Bakom bildandet av KAD låg 16 år av organisationsarbete. Förbundet har sitt ursprung i Foreningen for Vadsk og Rengøring, som bildades 1885 och delades i två 1886. Den ena fackföreningen behöll det gamla namnet, medan det andra tog namnet Det Kvindelige Arbejderforbund. Foreningen for Vadsk og Rengøring lades ned 1889, medan Det Kvindelige Arbejderforbund fortsatte som Danmarks enda fackförening för kvinnor. Den senare fick Olivia Nielsen som ledare 1892 och när hon tillträdde hade förbundet endast fem medlemmar, en tom kassa och skulder. Nielsen sökte därmed upp sin kollega på Dansk Arbejdsmands Forbund, Michael Christian Lyngsie, och lånade hundra kronor för att kunna driva fackföreningen vidare. Med dessa pengar upprättades bl.a. en strejkkassa.
Sedan splittringen av Foreningen for Vadsk og Rengøring hade det upprättats många mindre fackförbund. Nielsen förespråkade ett upprättande av en gemensam organisation för alla kvinnoförbunden runtom i Danmark, vilket blev verklighet 1901 då den första kongressen för det nyupprättade Kvindeligt Arbejderforbund i Danmark (KAD) hölls. På denna kongress valdes Nielsen till förbundets första ordförande. Förbundets medlemmar kom främst att arbeta inom industriell produktion, såsom metall- och plastindustri, och inom offentlig service, främst som anställda inom rengörings- och tvätteriverksamheter. KAD kom att bli bland de sista fackföreningarna i Danmark som endast vände sig till kvinnor, och anledningen var att man fruktade att en fusion skulle leda till att principen om jämställdhet mellan män och kvinnor nedprioriterades. Dock blev fusionen en verklighet den 1 januari 2005, då KAD slogs ihop med männens motsvarighet, SiD, efter långa förhandlingar och bildade fackföreningen Fagligt Fælles Forbund (3F).

## Förbundets ordföranden
- Olivia Nielsen, 1901–1910
- Gudrun Bodø, 1910
- Sophie Rasmussen, 1910–1923
- Alvilda Andersen, 1923–1937
- Fanny Jensen, 1937–1947
- Edith Olsen, 1948–1971
- Toni Grøn, 1971–1978
- Ruth Løjbert, 1978–1985
- Lillian Knudsen, 1985–2005